# Temporada 1953-54 de los Milwaukee Hawks
La temporada 1953-54 fue la quinta de los Milwaukee Hawks en la NBA. La temporada regular acabó con 21 victorias y 51 derrotas, ocupando el cuarto y último puesto de la División Oeste, no logrando clasificarse para los playoffs.

## Elecciones en elDraft
| Ronda | Puesto | Jugador      | Posición  | Nacionalidad   | Universidad |
| ----- | ------ | ------------ | --------- | -------------- | ----------- |
| 1     | 2      | Bob Houbregs | Ala-Pívot | Canadá         | Washington  |
| 2     | 12     | Bill Bolger  | Alero     | Estados Unidos | Georgetown  |
| 3     | 21     | Irv Bemoras  | Escolta   | Estados Unidos | Illinois    |
| 4     | 30     | Gene Dyker   | Alero     | Estados Unidos | DePaul      |

## Temporada regular
| División Oeste       | División Oeste | División Oeste | División Oeste | División Oeste | División Oeste | División Oeste | División Oeste | División Oeste |
| Equipo               | G              | P              | %              | PD             | Casa           | Fuera          | Neutral        | Div            |
| -------------------- | -------------- | -------------- | -------------- | -------------- | -------------- | -------------- | -------------- | -------------- |
| x-Minneapolis Lakers | 46             | 26             | .639           | –              | 20–4           | 13–15          | 13–7           | 19–13          |
| x-Rochester Royals   | 44             | 26             | .629           | 2              | 18–10          | 12–15          | 14–3           | 22–10          |
| x-Fort Wayne Pistons | 40             | 32             | .556           | 6              | 19–8           | 11–17          | 10–7           | 17–15          |
| Milwaukee Hawks      | 21             | 51             | .292           | 25             | 11–14          | 5–17           | 6–20           | 6–26           |

## Estadísticas
| Rk | Jugador          | Edad | P  | PT | MP   | TC  | TCI  | %TC  | 3P | 3PI | %3P | TL  | TLI | %TL  | RO | RD | RT   | AS  | RB | TAP | BP | FP  | PTS  |
| 1  | Max Zaslofsky    | 28   | 9  |    | 33.2 | 5.2 | 15.3 | .341 |    |     |     | 4.7 | 6.6 | .712 |    |    | 3.1  | 2.6 |    |     |    | 1.9 | 15.1 |
| 2  | Chuck Share      | 26   | 47 |    | 30.2 | 3.8 | 9.7  | .391 |    |     |     | 3.6 | 5.2 | .694 |    |    | 10.5 | 1.5 |    |     |    | 3.9 | 11.2 |
| 3  | Don Sunderlage   | 24   | 68 |    | 32.8 | 3.7 | 11.0 | .340 |    |     |     | 3.7 | 5.0 | .748 |    |    | 3.3  | 2.8 |    |     |    | 3.9 | 11.2 |
| 4  | Bob Harrison     | 26   | 24 |    | 34.3 | 3.8 | 11.2 | .336 |    |     |     | 2.0 | 3.6 | .540 |    |    | 3.0  | 3.5 |    |     |    | 4.3 | 9.5  |
| 5  | Bill Calhoun     | 26   | 72 |    | 32.9 | 2.6 | 7.6  | .349 |    |     |     | 3.0 | 4.1 | .733 |    |    | 3.8  | 2.6 |    |     |    | 2.1 | 8.3  |
| 6  | George Ratkovicz | 31   | 69 |    | 31.4 | 2.9 | 7.3  | .393 |    |     |     | 2.6 | 4.0 | .645 |    |    | 7.6  | 2.2 |    |     |    | 3.7 | 8.3  |
| 7  | Lew Hitch        | 24   | 72 |    | 34.1 | 3.1 | 8.4  | .367 |    |     |     | 1.8 | 2.9 | .639 |    |    | 9.6  | 2.0 |    |     |    | 2.4 | 8.0  |
| 8  | Irv Bemoras      | 23   | 69 |    | 21.7 | 2.7 | 7.3  | .366 |    |     |     | 2.0 | 3.0 | .668 |    |    | 3.1  | 1.1 |    |     |    | 2.2 | 7.4  |
| 9  | Bill Tosheff     | 27   | 71 |    | 25.7 | 2.4 | 8.1  | .291 |    |     |     | 2.2 | 3.0 | .743 |    |    | 2.3  | 2.8 |    |     |    | 2.9 | 6.9  |
| 10 | Bob Houbregs     | 21   | 11 |    | 15.1 | 1.7 | 5.6  | .306 |    |     |     | 2.4 | 3.1 | .765 |    |    | 4.2  | 0.8 |    |     |    | 1.9 | 5.8  |
| 11 | Bob Lavoy        | 27   | 8  |    | 15.6 | 2.0 | 4.5  | .444 |    |     |     | 1.1 | 2.0 | .563 |    |    | 3.8  | 1.3 |    |     |    | 2.4 | 5.1  |
| 12 | Don Lofgran      | 25   | 21 |    | 18.1 | 1.7 | 5.3  | .313 |    |     |     | 1.5 | 2.3 | .653 |    |    | 3.0  | 1.2 |    |     |    | 1.6 | 4.9  |
| 13 | Dick Surhoff     | 24   | 32 |    | 11.2 | 1.3 | 4.0  | .333 |    |     |     | 1.5 | 1.9 | .758 |    |    | 2.2  | 0.7 |    |     |    | 1.7 | 4.2  |
| 14 | Red Holzman      | 33   | 51 |    | 12.7 | 1.5 | 4.4  | .330 |    |     |     | 0.9 | 1.4 | .658 |    |    | 0.9  | 1.5 |    |     |    | 1.4 | 3.8  |
| 15 | Bob Peterson     | 22   | 4  |    | 6.0  | 0.5 | 1.3  | .400 |    |     |     | 1.0 | 1.3 | .800 |    |    | 2.5  | 0.8 |    |     |    | 1.5 | 2.0  |
| 16 | Gene Dyker       | 23   | 11 |    | 8.3  | 0.5 | 2.4  | .231 |    |     |     | 0.4 | 0.7 | .500 |    |    | 1.5  | 0.5 |    |     |    | 1.9 | 1.5  |
| 17 | Isaac Walthour   |      | 4  |    | 7.5  | 0.3 | 1.5  | .167 |    |     |     | 0.0 | 0.0 |      |    |    | 0.3  | 0.5 |    |     |    | 1.5 | 0.5  |
| 18 | Jack Nichols     | 27   | 15 |    | 23.7 | 2.0 | 9.5  | .210 |    |     |     | 1.7 | 2.4 | .694 |    |    |      | 1.5 |    |     |    | 2.1 | 5.7  |